# 丰特坎夫龙
丰特坎夫龙，是西班牙卡斯蒂利亚-莱昂索里亚省的一个市镇。总面积48平方公里，总人口72人（2001年），人口密度2人/平方公里。